# ジャンヌ・ド・リュクサンブール
ジャンヌ・ド・リュクサンブール（Jeanne de Luxembourg, ? - 1430年9月18日）は、百年戦争期のフランスの貴族女性。サン＝ポル女伯およびリニー女伯（1430年）。サン＝ポル伯およびリニー伯ギーとその妻マオー・ド・シャティヨンの間の娘。捕虜となったジャンヌ・ダルクをイングランド軍への引き渡そうとした甥のボールヴォワール領主ジャンに反対した。

## 生涯
フランス王シャルル6世の王妃イザボー・ド・バヴィエールに侍女として仕え、王妃の末息子シャルル7世の洗礼の代母も務めた。生涯独身を通し、人々には「リュクサンブール嬢（Demoiselle de Luxembourg）」と呼ばれた。1430年当時は、甥のボールヴォワール領主ジャンが所有する居城のボールヴォワール城に同居していた。ブルゴーニュ軍の捕虜となったジャンヌ・ダルクが同年7月11日に居城に身柄を預けられると、甥の妻ジャンヌ・ド・ベテューヌ（Jeanne de Béthune）らと共に彼女の身の回りの世話をした。
8月4日、兄ワレラン3世の孫にあたるブラバント公フィリップ・ド・サン＝ポルが子供のないまま死ぬと、相続協定に基づいてジャンヌがフィリップからサン＝ポル伯領とリニー伯領を継承した。ジャンヌの相続人は甥のブリエンヌ伯ピエールであったが、彼女はピエールの弟で同居するジャンの方を可愛がっており、兄にサン＝ポル伯領を、弟にリニー伯領をそれぞれ分与することを決めた。ジャンヌは捕虜ジャンヌ・ダルクの世話をするうちに彼女に好感を抱くようになり、甥ジャンがジャンヌ・ダルクをイギリス軍に引き渡すことに反対し、身柄を引き渡せばリニー伯領の相続を白紙に戻すとほのめかした。
9月初旬、毎年の習慣だった弟ピエール枢機卿の墓参りのためにアヴィニョンに向かい、9月18日に同地で没した。甥ジャンは伯母の死でリニー伯領を獲得すると、まもなくジャンヌ・ダルクをイングランド側に引き渡した。